# Champions Bowl 2016
Il Champions Bowl 2016 è stato la settima edizione del massimo torneo europeo per club di flag football. Vi hanno preso parte 12 formazioni provenienti da 8 Paesi. Il torneo, si è tenuto a Copenaghen il 18-19 giugno 2016 ed è stato vinto dai francesi Sphinx de Pau.

## Club partecipanti
| Club                      | Città         | Qualificati in quanto     |
| ------------------------- | ------------- | ------------------------- |
| 65ers Arona               | Arona         | Campioni d'Italia 2015    |
| Allerød Armadillos        | Allerød       | Campioni di Danimarca     |
| Bulldogs de Saint-Cergues | Saint-Cergues |                           |
| Copenhagen Barbarians     | Copenaghen    |                           |
| Copenhagen Fusion         | Copenaghen    | Squadra organizzatrice    |
| / Craigavon Cowboys       | Portadown     |                           |
| Kelkheim Lizzards         | Kelkheim      |                           |
| London Rebels             | Londra        |                           |
| Sphinx de Pau             | Pau           | Campioni di Francia 2016  |
| Vienna Constables         | Vienna        |                           |
| Walldorf Wanderers        | Walldorf      |                           |
| Winterthur Red Lions      | Winterthur    | Campioni di Svizzera 2015 |

## Prima fase

### Gironi
| Girone A                  | Girone B           | Girone C              |
| ------------------------- | ------------------ | --------------------- |
| Allerød Armadillos        | Copenhagen Fusion  | Copenhagen Barbarians |
| Bulldogs de Saint-Cergues | Walldorf Wanderers | Winterthur Red Lions  |
| Vienna Constables         | London Rebels      | Kelkheim Lizzards     |
| 65ers Arona               | Craigavon Cowboys  | Sphinx de Pau         |

### Risultati

#### Turno 1
| Copenaghen 18 giugno 2016, ore 9:00 Turno 1 | Allerød Armadillos | 39 – 27 | Bulldogs de Saint-Cergues | Faelledparken - Campo 1\| Arbitro: \| Crew London Rebels \| |
| Arbitro:                                    | Crew London Rebels |         |                           |                                                             |

| Copenaghen 18 giugno 2016, ore 9:00 Turno 1 | Copenhagen Fusion          | 59 – 48 | Walldorf Wanderers | Faelledparken - Campo 2\| Arbitro: \| Crew Copenhagen Barbarians \| |
| Arbitro:                                    | Crew Copenhagen Barbarians |         |                    |                                                                     |

| Copenaghen 18 giugno 2016, ore 9:00 Turno 1 | Winterthur Red Lions | 26 – 47 | Sphinx de Pau | Faelledparken - Campo 3\| Arbitro: \| Crew 65ers Arona \| |
| Arbitro:                                    | Crew 65ers Arona     |         |               |                                                           |

#### Turno 2
| Copenaghen 18 giugno 2016, ore 10:15 Turno 2 | Vienna Constables       | 27 – 33 (9-13 18-20) | 65ers Arona | Faelledparken - Campo 1\| Arbitro: \| Crew Walldorf Wanderers \| |
| Arbitro:                                     | Crew Walldorf Wanderers |                      |             |                                                                  |

| Copenaghen 18 giugno 2016, ore 10:15 Turno 2 | London Rebels      | 47 – 6 | Craigavon Cowboys | Faelledparken - Campo 2\| Arbitro: \| Crew Sphinx de Pau \| |
| Arbitro:                                     | Crew Sphinx de Pau |        |                   |                                                             |

| Copenaghen 18 giugno 2016, ore 10:15 Turno 2 | Copenhagen Barbarians   | 28 – 19 | Kelkheim Lizzards | Faelledparken - Campo 3\| Arbitro: \| Crew Allerød Armadillos \| |
| Arbitro:                                     | Crew Allerød Armadillos |         |                   |                                                                  |

#### Turno 3
| Copenaghen 18 giugno 2016, ore 11:30 Turno 3 | Allerød Armadillos     | 39 – 18 | Vienna Constables | Faelledparken - Campo 1\| Arbitro: \| Crew Craigavon Cowboys \| |
| Arbitro:                                     | Crew Craigavon Cowboys |         |                   |                                                                 |

| Copenaghen 18 giugno 2016, ore 11:30 Turno 3 | Copenhagen Fusion         | 47 – 25 | London Rebels | Faelledparken - Campo 2\| Arbitro: \| Crew Winterthur Red Lions \| |
| Arbitro:                                     | Crew Winterthur Red Lions |         |               |                                                                    |

| Copenaghen 18 giugno 2016, ore 11:30 Turno 3 | Sphinx de Pau                  | 47 – 20 | Kelkheim Lizzards | Faelledparken - Campo 3\| Arbitro: \| Crew Bulldogs de Saint-Cergues \| |
| Arbitro:                                     | Crew Bulldogs de Saint-Cergues |         |                   |                                                                         |

#### Turno 4
| Copenaghen 18 giugno 2016, ore 13:30 Turno 4 | Bulldogs de Saint-Cergues | 52 – 7 | 65ers Arona | Faelledparken - Campo 1\| Arbitro: \| Crew Copenhagen Fusion \| |
| Arbitro:                                     | Crew Copenhagen Fusion    |        |             |                                                                 |

| Copenaghen 18 giugno 2016, ore 13:30 Turno 4 | Walldorf Wanderers     | 54 – 14 | Craigavon Cowboys | Faelledparken - Campo 2\| Arbitro: \| Crew Kelkheim Lizzards \| |
| Arbitro:                                     | Crew Kelkheim Lizzards |         |                   |                                                                 |

| Copenaghen 18 giugno 2016, ore 13:30 Turno 4 | Winterthur Red Lions   | 19 – 34 | Copenhagen Barbarians | Faelledparken - Campo 3\| Arbitro: \| Crew Vienna Constables \| |
| Arbitro:                                     | Crew Vienna Constables |         |                       |                                                                 |

#### Turno 5
| Copenaghen 18 giugno 2016, ore 14:45 Turno 5 | Bulldogs de Saint-Cergues | 33 – 25 | Vienna Constables | Faelledparken - Campo 1\| Arbitro: \| Crew Walldorf Wanderers \| |
| Arbitro:                                     | Crew Walldorf Wanderers   |         |                   |                                                                  |

| Copenaghen 18 giugno 2016, ore 14:45 Turno 5 | Copenhagen Fusion         | 56 – 13 | Craigavon Cowboys | Faelledparken - Campo 2\| Arbitro: \| Crew Winterthur Red Lions \| |
| Arbitro:                                     | Crew Winterthur Red Lions |         |                   |                                                                    |

| Copenaghen 18 giugno 2016, ore 14:45 Turno 5 | Copenhagen Barbarians   | 13 – 40 | Sphinx de Pau | Faelledparken - Campo 3\| Arbitro: \| Crew Allerød Armadillos \| |
| Arbitro:                                     | Crew Allerød Armadillos |         |               |                                                                  |

#### Turno 6
| Copenaghen 18 giugno 2016, ore 16:00 Turno 6 | 65ers Arona            | 19 – 39 | Allerød Armadillos | Faelledparken - Campo 1\| Arbitro: \| Crew Copenhagen Fusion \| |
| Arbitro:                                     | Crew Copenhagen Fusion |         |                    |                                                                 |

| Copenaghen 18 giugno 2016, ore 16:00 Turno 6 | London Rebels              | 55 – 41 | Walldorf Wanderers | Faelledparken - Campo 2\| Arbitro: \| Crew Copenhagen Barbarians \| |
| Arbitro:                                     | Crew Copenhagen Barbarians |         |                    |                                                                     |

| Copenaghen 18 giugno 2016, ore 16:00 Turno 6 | Kelkheim Lizzards      | 45 – 26 | Winterthur Red Lions | Faelledparken - Campo 3\| Arbitro: \| Crew Vienna Constables \| |
| Arbitro:                                     | Crew Vienna Constables |         |                      |                                                                 |

### Classifica prima fase

#### Girone A
|    | Squadre                   | G | V | N | P | PF  | PS  | Diff. |
| 1. | Allerød Armadillos        | 3 | 3 | 0 | 0 | 117 | 64  | +53   |
| 2. | Bulldogs de Saint-Cergues | 3 | 2 | 0 | 1 | 112 | 71  | +41   |
| 3. | 65ers Arona               | 3 | 1 | 0 | 2 | 59  | 118 | -59   |
| 4. | Vienna Constables         | 3 | 0 | 0 | 3 | 70  | 105 | -35   |
| -- | ------------------------- | - | - | - | - | --- | --- | ----- |

#### Girone B
|    | Squadre            | G | V | N | P | PF  | PS  | Diff. |
| 1. | Copenhagen Fusion  | 3 | 3 | 0 | 0 | 162 | 86  | +76   |
| 2. | London Rebels      | 3 | 2 | 0 | 1 | 127 | 94  | +33   |
| 3. | Walldorf Wanderers | 3 | 1 | 0 | 2 | 143 | 128 | +15   |
| 4. | Craigavon Cowboys  | 3 | 0 | 0 | 3 | 33  | 157 | -124  |
| -- | ------------------ | - | - | - | - | --- | --- | ----- |

#### Girone C
|    | Squadre               | G | V | N | P | PF  | PS  | Diff. |
| 1. | Sphinx de Pau         | 3 | 3 | 0 | 0 | 134 | 59  | +75   |
| 2. | Copenhagen Barbarians | 3 | 2 | 0 | 1 | 75  | 78  | -3    |
| 3. | Kelkheim Lizzards     | 3 | 1 | 0 | 2 | 84  | 101 | -17   |
| 4. | Winterthur Red Lions  | 3 | 0 | 0 | 3 | 71  | 126 | -55   |
| -- | --------------------- | - | - | - | - | --- | --- | ----- |

## Seconda fase

### Gironi
In questa fase le squadre sono state nuovamente suddivise in gironi, formando i primi tre con una prima, una terza e una quarta classificata in ognuno e il quarto con tutte le seconde
| Girone D                  | Girone E               | Girone F               | Girone G                       |
| ------------------------- | ---------------------- | ---------------------- | ------------------------------ |
| Allerød Armadillos (1A)   | Copenhagen Fusion (1B) | Sphinx de Pau (1C)     | Bulldogs de Saint-Cergues (2A) |
| Walldorf Wanderers (3B)   | Kelkheim Lizzards (3C) | 65ers Arona (3A)       | London Rebels (2B)             |
| Winterthur Red Lions (4C) | Vienna Constables (4A) | Craigavon Cowboys (4B) | Copenhagen Barbarians (2C)     |

### Risultati

#### Turno 7
| Copenaghen 19 giugno 2016, ore 8:45 Turno 7 | Walldorf Wanderers         | 47 – 48 | Allerød Armadillos | Faelledparken - Campo 1\| Arbitro: \| Crew Copenhagen Barbarians \| |
| Arbitro:                                    | Crew Copenhagen Barbarians |         |                    |                                                                     |

| Copenaghen 19 giugno 2016, ore 8:45 Turno 7 | Copenhagen Fusion  | 67 – 6 | Kelkheim Lizzards | Faelledparken - Campo 2\| Arbitro: \| Crew Sphinx de Pau \| |
| Arbitro:                                    | Crew Sphinx de Pau |        |                   |                                                             |

| Copenaghen 19 giugno 2016, ore 8:45 Turno 7 | Craigavon Cowboys      | 25 – 39 | 65ers Arona | Faelledparken - Campo 3\| Arbitro: \| Crew Vienna Constables \| |
| Arbitro:                                    | Crew Vienna Constables |         |             |                                                                 |

| Copenaghen 19 giugno 2016, ore 8:45 Turno 7 | Bulldogs de Saint-Cergues | 48 – 27 | London Rebels | Faelledparken - Campo 4\| Arbitro: \| Crew Winterthur Red Lions \| |
| Arbitro:                                    | Crew Winterthur Red Lions |         |               |                                                                    |

#### Turno 8
| Copenaghen 19 giugno 2016, ore 10:00 Turno 8 | Vienna Constables       | 31 – 46 | Copenhagen Fusion | Faelledparken - Campo 1\| Arbitro: \| Crew Walldorf Wanderers \| |
| Arbitro:                                     | Crew Walldorf Wanderers |         |                   |                                                                  |

| Copenaghen 19 giugno 2016, ore 10:00 Turno 8 | Allerød Armadillos     | 42 – 19 | Winterthur Red Lions | Faelledparken - Campo 2\| Arbitro: \| Crew Kelkheim Lizzards \| |
| Arbitro:                                     | Crew Kelkheim Lizzards |         |                      |                                                                 |

| Copenaghen 19 giugno 2016, ore 10:00 Turno 8 | Sphinx de Pau      | 78 – 6 | Craigavon Cowboys | Faelledparken - Campo 3\| Arbitro: \| Crew London Rebels \| |
| Arbitro:                                     | Crew London Rebels |        |                   |                                                             |

| Copenaghen 19 giugno 2016, ore 10:00 Turno 8 | Copenhagen Barbarians | 53 – 54 | Bulldogs de Saint-Cergues | Faelledparken - Campo 4\| Arbitro: \| Crew 65ers Arona \| |
| Arbitro:                                     | Crew 65ers Arona      |         |                           |                                                           |

#### Turno 9
| Copenaghen 19 giugno 2016, ore 11:15 Turno 9 | Sphinx de Pau          | 65 – 0 | 65ers Arona | Faelledparken - Campo 1\| Arbitro: \| Crew Copenhagen Fusion \| |
| Arbitro:                                     | Crew Copenhagen Fusion |        |             |                                                                 |

| Copenaghen 19 giugno 2016, ore 11:15 Turno 9 | Kelkheim Lizzards              | 27 – 33 | Vienna Constables | Faelledparken - Campo 2\| Arbitro: \| Crew Bulldogs de Saint-Cergues \| |
| Arbitro:                                     | Crew Bulldogs de Saint-Cergues |         |                   |                                                                         |

| Copenaghen 19 giugno 2016, ore 11:15 Turno 9 | Walldorf Wanderers     | 40 – 26 | Winterthur Red Lions | Faelledparken - Campo 3\| Arbitro: \| Crew Craigavon Cowboys \| |
| Arbitro:                                     | Crew Craigavon Cowboys |         |                      |                                                                 |

| Copenaghen 19 giugno 2016, ore 11:15 Turno 9 | London Rebels           | 38 – 42 | Copenhagen Barbarians | Faelledparken - Campo 4\| Arbitro: \| Crew Allerød Armadillos \| |
| Arbitro:                                     | Crew Allerød Armadillos |         |                       |                                                                  |

### Classifica seconda fase

#### Girone D
|    | Squadre              | G | V | N | P | PF | PS | Diff. |
| 1. | Allerød Armadillos   | 2 | 2 | 0 | 0 | 90 | 66 | +24   |
| 2. | Walldorf Wanderers   | 2 | 1 | 0 | 1 | 87 | 74 | +13   |
| 3. | Winterthur Red Lions | 2 | 0 | 0 | 2 | 45 | 82 | -37   |
| -- | -------------------- | - | - | - | - | -- | -- | ----- |

#### Girone E
|    | Squadre           | G | V | N | P | PF  | PS  | Diff. |
| 1. | Copenhagen Fusion | 2 | 2 | 0 | 0 | 113 | 37  | +76   |
| 2. | Vienna Constables | 2 | 1 | 0 | 1 | 64  | 73  | -9    |
| 3. | Kelkheim Lizzards | 2 | 0 | 0 | 2 | 33  | 100 | -67   |
| -- | ----------------- | - | - | - | - | --- | --- | ----- |

#### Girone F
|    | Squadre           | G | V | N | P | PF  | PS  | Diff. |
| 1. | Sphinx de Pau     | 2 | 2 | 0 | 0 | 143 | 6   | +137  |
| 2. | 65ers Arona       | 2 | 1 | 0 | 1 | 39  | 90  | -51   |
| 3. | Craigavon Cowboys | 2 | 0 | 0 | 2 | 31  | 117 | -86   |
| -- | ----------------- | - | - | - | - | --- | --- | ----- |

#### Girone G
|    | Squadre                   | G | V | N | P | PF  | PS | Diff. |
| 1. | Bulldogs de Saint-Cergues | 2 | 2 | 0 | 0 | 102 | 80 | +22   |
| 2. | Copenhagen Barbarians     | 2 | 1 | 0 | 1 | 95  | 92 | +3    |
| 3. | London Rebels             | 2 | 0 | 0 | 2 | 65  | 90 | -25   |
| -- | ------------------------- | - | - | - | - | --- | -- | ----- |

### Classifica generale fasi a gironi
|     | Squadre                   | G | V | N | P | PF  | PS  | Diff. |
| 1.  | Sphinx de Pau             | 5 | 5 | 0 | 0 | 277 | 65  | +212  |
| 2.  | Copenhagen Fusion         | 5 | 5 | 0 | 0 | 275 | 123 | +152  |
| 3.  | Allerød Armadillos        | 5 | 5 | 0 | 0 | 207 | 130 | +77   |
| 4.  | Bulldogs de Saint-Cergues | 5 | 4 | 0 | 1 | 214 | 151 | +63   |
| 5.  | Copenhagen Barbarians     | 5 | 3 | 0 | 2 | 170 | 170 | 0     |
| 6.  | Walldorf Wanderers        | 5 | 2 | 0 | 3 | 230 | 202 | +28   |
| 7.  | 65ers Arona               | 5 | 2 | 0 | 3 | 98  | 208 | -110  |
| 8.  | Vienna Constables         | 5 | 1 | 0 | 4 | 134 | 178 | -44   |
| 9.  | London Rebels             | 5 | 2 | 0 | 3 | 192 | 184 | +8    |
| 10. | Kelkheim Lizzards         | 5 | 1 | 0 | 4 | 117 | 201 | -84   |
| 11. | Winterthur Red Lions      | 5 | 0 | 0 | 5 | 116 | 208 | -92   |
| 12. | Craigavon Cowboys         | 5 | 0 | 0 | 5 | 64  | 274 | -210  |
| --- | ------------------------- | - | - | - | - | --- | --- | ----- |

## Playoff e finali

### Tabellone
|  | Semifinali | Semifinali                | Semifinali |                   |    | Finale        | Finale | Finale |  |
|  |            |                           |            |                   |    |               |        |        |  |
|  | 1          | Sphinx de Pau             | 39         |                   |    |               |        |        |  |
|  | 1          | Sphinx de Pau             | 39         |                   |    |               |        |        |  |
|  | 4          | Bulldogs de Saint-Cergues | 13         |                   |    |               |        |        |  |
|  | 4          | Bulldogs de Saint-Cergues | 13         |                   | 1  | Sphinx de Pau | 51     |        |  |
|  |            |                           |            |                   | 1  | Sphinx de Pau | 51     |        |  |
|  |            |                           | 3          | Copenhagen Fusion | 48 |               |        |        |  |
|  | 3          | Copenhagen Fusion         | 3          | Copenhagen Fusion | 48 | 33            |        |        |  |
|  | 3          | Copenhagen Fusion         |            |                   |    |               |        |        |  |
|  | 2          | Allerød Armadillos        | 26         |                   |    |               |        |        |  |

### Semifinali
| Copenaghen 19 giugno 2016, ore 13:30 Semifinale | Sphinx de Pau | 39 – 13 | Bulldogs de Saint-Cergues | Faelledparken |

| Copenaghen 19 giugno 2016, ore 13:30 Semifinale | Copenhagen Fusion | 33 – 26 | Allerød Armadillos | Faelledparken |

### Finale 11º - 12º posto
| Copenaghen 19 giugno 2016, ore 14:45 Finale 11º - 12º posto | Winterthur Red Lions | 45 – 20 | Craigavon Cowboys | Faelledparken - Campo 4 |

### Finale 9º - 10º posto
| Copenaghen 19 giugno 2016, ore 14:45 Finale 9º - 10º posto | London Rebels | 46 – 13 | Kelkheim Lizzards | Faelledparken - Campo 3 |

### Finale 7º - 8º posto
| Copenaghen 19 giugno 2016, ore 14:45 Finale 7º - 8º posto | 65ers Arona | 20 – 61 | Vienna Constables | Faelledparken - Campo 2 |

### Finale 5º - 6º posto
| Copenaghen 19 giugno 2016, ore 14:45 Finale 5º - 6º posto | Copenhagen Barbarians | 50 – 14 | Walldorf Wanderers | Faelledparken - Campo 1 |

## Finale
| Copenaghen 19 giugno 2016, ore 16:00 Finale | Sphinx de Pau | 51 – 48 | Copenhagen Fusion | Faelledparken |